# Viscum calvinii
Viscum calvinii är en sandelträdsväxtart som beskrevs av R.M. Polhill & D. Wiens. Viscum calvinii ingår i släktet mistlar, och familjen sandelträdsväxter. Inga underarter finns listade i Catalogue of Life.